# لینا ولونگی
لینا وُلونگی (ایتالیایی: Lina Volonghi؛ ۴ سپتامبر ۱۹۱۴ – ۲۴ فوریهٔ ۱۹۹۱) بازیگر اهل ایتالیا بود.
از فیلم‌ها یا برنامه‌های تلویزیونی که وی در آن نقش داشته‌است، می‌توان به دختر خوشگل رم و زن یکشنبه اشاره کرد.